# Prefettura autonoma mongola di Börtala
La prefettura autonoma mongola di Börtala (in cinese: 博尔塔拉蒙古自治州, pinyin: Bóěrtǎlā Měnggǔ Zìzhìzhōu; in uiguro: بورتالا موڭغۇل ئاپتونوم ئوبلاستى, Börtala Mongghul Aptonom Oblasti) è una prefettura autonoma della provincia del Sinkiang, in Cina.

## Suddivisioni amministrative
- Bole
- Alashankou
- Contea di Jinghe
- Contea di Wenquan